# Mohamed Tahar
Mohamed Tahar (en arabe : محمد طاهر) est un footballeur algérien né le 20 février 1984 à Oran. Il évoluait au poste de milieu défensif.

## Biographie
Il évolue en première division algérienne avec les clubs, du WA Tlemcen, de l'ASM Oran et du MC Oran. Il dispute 34 matchs en Ligue 1.